# Утяшев, Амир Галимьянович
Утяшев, Амир Галимьянович (1919—1998) — участник Великой Отечественной войны. 

## Биография
Родился в 1919 году в деревне Каргалы Благоварского района Башкортостана. Татарин. До войны работал старшим бухгалтером в Арской МТС.
Амир Утяшев попал на фронт младшим политруком 119-й стрелковой бригадой весной 1942 г. 1 июля 1942 г. во время боя у станции Щигры под Курском был контужен, тяжело ранен и в бессознательном состоянии оказался в плену. 6 месяцев проведя в госпитале для советских военнопленных под Киевом, он был отправлен в концлагерь. По пути он заболел и едва не умер от тифа, но вместо него выдали тело другого умершего бойца — чуваша Александра Николаева. Амир Утяшев взял себе его имя.
В плену вместе с другими пленными тюркского происхождения попал в ряды легиона «Идель-Урал». Когда 825-й батальон Легиона почти в полном составе перешёл на сторону белорусских партизан, Утяшев в составе 827-го батальона был переведён во Францию для строительства и охраны Атлантического вала. Там Утяшев и много других легионеров бежали и вступили в ряды французского Сопротивления и в дальнейшем действовали против немцев около г. Ружа, в боях под Аллегро, Монтаном. Утяшев участвовал в дезорганизации батальона легиона «Идель-Урал», после чего к французам перешло 118 легионеров. Принимал участие в поисках и арестах немецких солдат и французских фашистов в районе Соги (Верхняя Луара). За его голову немцы назначили награду в 500 тысяч франков.
Заслуги Утяшева перед французскими партизанами были высоко оценены: он был награждён Военным Крестом, а в августе 1944 г. стал капитаном. Его называли «Александр», «Капитан Николас». После войны ему предложили французское гражданство, службу в Алжире и звание полковника, однако Амир Утяшев предпочёл вернуться на Родину в августе 1945 г.
Несмотря на то, что французское правительство ходатайствовало перед руководством СССР о присвоении Амиру Утяшеву звания Героя Советского Союза, в СССР 19 июля 1948 г. он был арестован как соучастник «изменника, предателя» Мусы Джалиля и по статье 8-1б («служба в легионе „Идель-Урал“») приговорён военным трибуналом ПриВО 18 ноября 1948 к расстрелу, который был заменён на 25 лет тюрьмы. Проведя в грозненской тюрьме 7 лет и освободившись по амнистии 24 октября 1955 г., 21 февраля 1962 г. он был полностью реабилитирован.
В 1990 г. Франция пригласила его как национального героя и с 1995 г. начала платить ему пенсию. Скончался Амир Утяшев в 1998 г. (по другим данным - в феврале 1996 г.). Он до конца жизни боролся за реабилитацию своих соратников из «Идель-Урал», сражавшихся против немцев.
В городе Ле-Пюи во Франции до сих пор хранятся списки 1-й русской партизанской бригады Амира Утяшева в составе «Батальона Келлермана», в которой числятся десятки фамилий, в основном казанских татар и татар Башкортостана.